# Split Fiction
Split Fiction est un jeu vidéo d'aventure et de plates-formes développé par le studio suédois Hazelight Studios et édité par EA Originals, sorti le 6 mars 2025 sur Microsoft Windows, PlayStation 5, Xbox Series et le 5 juin 2025 sur Nintendo Switch 2.
Split Fiction place les joueurs dans la peau de deux écrivaines rivales, Mio et Zoe, emprisonnées au sein des univers de fiction qu'elles ont imaginés.

## Trame
Split Fiction place les joueurs dans la peau de deux écrivaines rivales, Mio et Zoe, emprisonnées au sein des univers de fiction qu'elles ont imaginés.

## Système de jeu
Split Fiction est un jeu d'aventure et de plates-formes jouable uniquement en coopération à deux joueurs. Les niveaux varient entre inspirations fantasy. ou de science-fiction, et proposent des spécificités de gameplay propres à chacun : un niveau offre ainsi la possibilité de voler à dos de dragon, tandis qu'un autre permet d'incarner des robots sphériques, et qu'un autre encore a pour décor un sablier géant.

## Développement
Split Fiction est développé par Hazelight Studios qui, à la manière de ses deux précédents jeux A Way Out (2018) et It Takes Two (2021), est publié dans le cadre du programme EA Originals d'Electronic Arts. Son développement et sa date de sortie fixée au 6 mars 2025 sont révélés lors des Game Awards en décembre 2024, bien que ces informations avaient déjà fuité. 

### Distribution
| Personnage                | Comédien original    | Comédien français   |
| ------------------------- | -------------------- | ------------------- |
| Zoe Foster                | Elsie Bennett        | Laëtitia Lefèbvre   |
| Mio Hudson                | Kaja Chan            | Emilie Rault        |
| JD Rader                  | Ben Turner           | Stéphane Ronchewski |
| Julia (technicienne)      | Nneka Okoye          | Laëtitia Lefèbvre   |
| Henry (technicien)        | Dario Coates         | Martial Le Minoux   |
| Réceptionniste Rader      | Ina Marie Smith      | Laura Blanc         |
| Lieutenant FICS           | Mercer Boffey        | Pierre Alam         |
| Cheffe de gang du FICS    | Devora Wilde         | Laura Blanc         |
| Monsieur Marteau          | Joshua Hayes         | Julien Chatelet     |
| Agent de stationnement    | Dario Coates         | Martial Le Minoux   |
| Réceptionniste de l'hôtel | Alexandra Guelff     | Marie Diot          |
| Membre du conseil 1       | Joseph Capp          | Marc Bretonnière    |
| Membre du conseil 2       | Christy Meyer        | Corinne Wellong     |
| Membre du conseil 3       | Rich Keeble          | Loïc Houdré         |
| Animateur de jeu télévisé | Ashleigh Haddad      | Corinne Wellong     |
| Roi Singe                 | Edward Dogliani      | Frédéric Souterelle |
| Roi des Glaces            | Alex Jordan          | Patrice Baudrier    |
| Capitaine                 | Cavin Cornwall       | Serge Thiriet       |
| Système de sécurité       |                      | Serge Biavan        |
| Gardien                   | Wilf Scolding        | Patrice Baudrier    |
| Tueur de Dragons          | Joseph Capp          | Serge Thiriet       |
| Dentiste                  | Mercer Boffey        | Serge Biavan        |
| .exe-QT-3.14              | Mercer Boffey        | Loïc Houdré         |
| Vincent                   | Eric Krogh           |                     |
| Leo                       | Fares Fares          |                     |
| Mère mille-pattes         | Margaret Ashley      | Marie Diot          |
| Père mille-pattes         | Andrew James Spooner | Marc Bretonnière    |
| Ella                      | Annabel Brook        |                     |

Source : Behind The Voice Actors et carton de doublage du jeu vidéo

## Accueil

### Réception critique
Les critiques du jeu à sa sortie sont globalement très positives, avec une note moyenne de 91 sur 100 d'après l'agrégateur Metacritic.

### Ventes
Le 10 mars 2025, soit 2 jours après sa parution, Split Fiction dépasse le million d'exemplaire vendus ; ce jalon n'avait été atteint qu'après deux semaines pour ses prédécesseurs It Takes Two et A Way Out,. Sur la plateforme de vente Steam, il cumule à son pic près de 260 000 joueurs en simultané, une popularité qui s'explique notamment par le système de « Friends Pass » mis en place à sa commercialisation, avec lequel il suffit qu'un seul des deux joueurs réalise l'achat du jeu pour que son partenaire en coopération en profite gratuitement. 
Le 13 mars 2025, soit une semaine après sa sortie, l’œuvre franchit les 2 millions de ventes, palier qu'It Takes Two avait mis 3 mois à atteindre,.
Le 6 mai 2025, le titre dépasse les 4 millions de copies écoulées,.

### Galerie artistique
- Hazelight Studios, « Art Blast », sur ArtStation, 1er avril 2025 : recueil de concept arts et de bandes de démonstration du jeu fini.